# The Thief and the Cobbler
The Thief and the Cobbler, conosciuto in italiano anche con il titolo non ufficiale Il ladro e il ciabattino, è un film d'animazione del 1993, diretto, co-sceneggiato e co-prodotto dall'animatore canadese Richard Williams.
Famosa per la sua lunga e travagliata produzione, dovuta a notevoli difficoltà tecniche e contenutistiche, l'opera venne interrotta e ripresa per oltre tre decenni passando fra diverse case di produzione. L'ultima di queste fu la Warner Bros., che nel 1988 accettò di completarla e distribuirla; tuttavia, anch'essa ne fermò la lavorazione, quando vennero sforati il budget e i tempi previsti di realizzazione.
Seppure incompleto, il film è stato comunque distribuito in diverse versioni. Quando i suoi diritti passarono al produttore Fred Calvert, che lo modificò pesantemente senza il permesso di Williams, e lo fece distribuire il 23 settembre 1993 tramite Allied Filmmakers in Australia e in Sudafrica con il titolo The Princess and the Cobbler. Due anni dopo, la Miramax Films, all'epoca sussidiaria della The Walt Disney Company, pubblicò una versione ancora più pesantemente rimaneggiata in Nord America con il titolo Arabian Knight.
Nel corso degli anni, diverse aziende e persone, tra cui Roy E. Disney della The Walt Disney Company, hanno ipotizzato il ripristino del film alla sua versione originale. Nel 2012 è stato realizzato il documentario Persistence of Vision sulla sua lavorazione e nel 2013 l'Academy of Motion Picture Arts and Sciences ha archiviato la copia di lavorazione da 35 mm di Williams: questa è stata in seguito proiettata al Samuel Goldwyn Theater il 10 dicembre 2013, al BFI il 1º giugno 2014 e al MoMA dal 22 al 27 settembre 2016 con il sottotitolo A Moment in Time. Williams ha riconosciuto il rimontaggio non ufficiale realizzato dal regista Garrett Gilchrist e distribuito come The Recobbled Cut, che riunisce tutte le scene concluse e inconcluse disponibili, ritenendola la versione definitiva e la più fedele alla sua idea originale.
Con una produzione complessiva di ben trentuno anni, dal 1964 al 1995, The Thief and the Cobbler è entrato nel Guinness dei primati come lungometraggio con la più lunga gestazione, battendo Terra bassa del 1954, anche se il film con la più lunga produzione è L'altra faccia del vento del 2018, con durata di 48 anni. Dalla sua uscita fu inoltre l'ultimo film che vide la partecipazione degli attori Felix Aylmer, Kenneth Williams, Eddie Byrne, Sir Anthony Quayle e Vincent Price, che morirono rispettivamente nel 1979, 1988, 1981, 1989 e 1993 (un mese dopo l'uscita iniziale del film), degli animatori Ken Harris, Grim Natwick e Art Babbitt, che morirono rispettivamente nel 1982, 1990 e 1992; e di Stanley Baxter, prima del suo ritiro dalle scene.
L'opera a causa di questa travagliata produzione è adesso riconosciuta come un film di culto.

## Trama

### Copia di lavorazione (incompiuta) (1992)
(Dialogo di apertura del film)
Nella città dorata vive un umile ciabattino, chiamato Tacco il Ciabattino, e un Ladro senza nome, entrambi muti.
Un giorno, un misterioso ladro raggiunge il regno dorato in cerca di oggetti di valore, ma quando s'intrufola nella bottega del ciabattino non trova nulla da rubare. Dopo aver inavvertitamente svegliato Tacco, questi, nel corso di una breve colluttazione, finisce per rotolare fuori dalla bottega perdendo numerosi utensili da lavoro. Tra di essi un chiodo, che finisce casualmente sotto il piede del Gran Visir Zigzag, che parla in rima, di ritorno al palazzo reale.
Mentre il ladro riesce a fuggire, Zigzag, con il piede dolorante, fa arrestare il ciabattino, e lo porta al palazzo da Re Nod per chiedere che venga punito con la pena capitale. La principessa Yum-Yum, conoscendo i modi del visir, rompe di proposito una sua scarpetta e chiede che il ciabattino possa occuparsene rimandando così l'esecuzione. Durante la riparazione, Tacco e Yum-Yum diventano sempre più attratti l'uno dall'altro, con grande gelosia di Zigzag, che complotta alle loro spalle per conquistare il regno sposando la principessa.
Nel frattempo, il ladro nota le tre palle d'oro e decide di rubarle. Per prima cosa, tenta di introdursi a palazzo con scarso successo finché, attraversando i tubi di scarico, non riesce a entrare nei bagni reali. Qui incontra Re Nod, la sua concubina e successivamente delle fanciulle intente a lavarsi con dei grattaschiena dorati, che ruba senza esitare. Uscito dai bagni, il ladro sottrae anche la scarpetta dalle mani del ciabattino, che lo insegue per le varie sale del palazzo fino a quando non riesce a recuperarla. Qui incontra Zigzag che cattura Tacco e lo rinchiude in una cella nei sotterranei.
Nel pomeriggio, Re Nod assiste con il visir e la principessa a una partita di polo dove il ladro tenta disperatamente di rubare la palla da gioco. Nel frattempo, poco lontano dalla città dorata, Occhio-Solo e il suo esercito hanno appena vinto una dura battaglia con un popolo sconosciuto e trionfano preparando un attacco proprio al regno dorato. Tra le vittime dello scontro, un soldato ferito riesce a rialzarsi dal campo di battaglia senza farsi notare e, in groppa a un cavallo, parte per raggiungere la città dorata e dare l'allarme. La stessa notte, Re Nod ha una sconvolgente visione: sogna il soldato galoppare verso la città inseguito da un esercito di mille uomini con un occhio solo e vede la città precipitare verso rovina e morte.
Mentre Zigzag cerca di giustiziare Tacco, Re Nod lo interrompe per raccontargli il suo incubo. Il visir dissuade, con non poche difficoltà, il sovrano dal credere nella visione: essendo le tre palle d'oro al loro posto sul minareto, non c'è motivo di scomodare l'esercito per un'invasione soltanto sognata. Nello stesso istante, il ladro riesce a raggiungere la cima del minareto e rubare le tre palle d'oro. Poco dopo, però, le palle sfuggono al suo controllo e si riversano per le strade della città dove gli sgherri del Gran Visir (Ratto, Calice, Solletico e Schiaffo) le recuperano di nascosto al re. Proprio mentre questo accade, Tacco riesce ad evadere dalla cella e cerca di raggiungere la principessa. Per una sfortunata coincidenza, nello stesso momento il soldato ferito raggiunge il palazzo reale e, prima di stramazzare a terra e morire, lancia l'allarme annunciando l'arrivo dell'esercito di Occhio-Solo.
Dopo l'ennesimo furto il ladro viene catturato da due guardie, che lo portano al patibolo per tagliargli le mani. Qui, riesce a far credere loro che i grattaschiena, precedentemente rubati, siano le sue vere braccia e si fa tagliare quelli anziché le mani. Salvo per un pelo, si nasconde nel palazzo dove la principessa scopre sia che il visir ha incarcerato il ciabattino, sia che questi è evaso dalla cella. Re Nod decide così di riunire immediatamente l'esercito e annunciare la sparizione delle tre palle. Il Gran Visir Zigzag, che ora le possiede, afferma di poterle facilmente riportare al re, ma ad una condizione: dovrà avere in sposa la principessa. Inorridito dalla proposta, Re Nod lo scaccia. A questo punto, il sovrano chiama la figlia e la manda in missione nel deserto, dove una sacra strega matta può dar loro una rivelazione e aiutarli a risolvere la situazione. La spiegazione viene origliata casualmente sia dal ladro che dal ciabattino ma, mentre il primo non viene scoperto e decide di seguire la principessa di nascosto, il secondo viene subito individuato dalla giovane Yum-Yum che decide di portarlo con sé in missione.
Nella notte, Zigzag parte per raggiungere il campo degli Occhi-Soli non sentendosi il benvenuto nella città dorata mentre Tacco, Yum-Yum e la Balia di Yum-Yum partono di nascosto per il deserto e viaggiano fino all'alba seguiti dal ladro. Qui si imbattono in un gruppo di briganti, che da trent'anni aspettano il passaggio di una carovana. Il capitano dei briganti, Capitano Spietuto, decide di attaccarli, ma quando la principessa dichiara la sua identità, i briganti si uniscono a lei implorando perdono e ripartono alla volta della montagna della strega col titolo di guardie reali dato per l'occasione.
Zigzag, nella notte, strappa le bandiere dell'esercito di Occhio-Solo per attirarne l'attenzione. Quando la tribù, infuriata, lo cattura e lo porta al cospetto di Occhio-Solo, Zigzag si presenta come mago e addomesticatore di bestie pericolose. Così, cerca di ammaliare il malvagio Occhio-Solo con semplici trucchi di illusionismo, ma, quando si rende conto di essersi guadagnato l'antipatia del suo interlocutore, il visir decide di mostrare le palle d'oro che ha rubato. Se l'esercito dovesse attaccare la città mostrando di possedere le tre palle, il re si sarebbe sicuramente arreso senza combattere. Occhio-Solo decide quindi di prendersi le palle d'oro e di gettare Zigzag in pasto agli alligatori. Nella fossa, il visir cerca di fare un patto con i rettili, promettendo loro un mucchio di carne.
Quando i nostri protagonisti raggiungono la montagna del deserto, a forma di mano gigante, devono aspettare fino a mezzogiorno perché l'idolo d'oro ai suoi piedi riveli l'entrata all'antro della strega. Mentre il ladro cerca di rubare il rubino incastrato nell'idolo dorato, Tacco e Yum-Yum trovano l'accesso alla montagna e raggiungono la strega che, sotto lauta ricompensa, decide di formulare una profezia. Secondo l'indovina, la città potrà essere salvata solamente da Tacco o, per meglio dire, da un attacco del tacco (chiodo) di Tacco. Così la montagna crolla e i briganti prendono in groppa i protagonisti per correre fino alla città dorata, prima che l'esercito di Occhio-Solo attacchi.
Fuggito agli alligatori, Zigzag fa un patto con Occhio-Solo: il visir sarà la prima fanteria, ma la principessa Yum-Yum avrà la vita salva e sarà sua sposa. Così l'esercito si prepara ad attaccare la città con una gigantesca macchina mortale densa di armi, congegni fatali e pericolosissimi strumenti di guerra. Il gruppo dei protagonisti arriva prima che la macchina raggiunga i confini della città e tra Tacco e Zigzag ha inizio un duro combattimento durante il quale il ciabattino spara un chiodo appuntito che, con una fortunatissima serie di eventi, innesca una reazione a catena nella macchina mortale che inizia a collassare su sé stessa. Il ladro, notando le palle d'oro al centro della macchina, si infila tra le armi e i congegni scampando a numerosi pericoli per recuperarle.
Nel frattempo, le schiave di Occhio-Solo lo uccidono, schiacciandolo col loro peso, mentre Zigzag calpestando un chiodo finisce tra le fauci affamate degli alligatori a cui aveva promesso un mucchio di carne, a cui si unisce anche Fido, il suo avvoltoio. Il Ladro riesce a recuperare le tre palle poco prima che la macchina imploda su sé stessa, ma incontra il ciabattino che a sua volta gliele sottrae. Il ladro, stanco dei propri fallimenti, rinuncia a rubare le palle d'oro che vengono rimesse al loro posto da Re Nod.
Il ciabattino viene così acclamato come un eroe che ha distrutto la macchina, fermato l'esercito e recuperato le palle d'oro. I briganti vengono premiati con una medaglia d'onore e Tacco sposa la principessa Yum-Yum con l'approvazione di Re Nod e del Popolo. Il ladro lascia la città e, nel farlo, ruba la parola "fine" e la pellicola del film stesso.

### Modifiche apportate nelle edizioni successive

#### The Princess and the Cobbler(1993, Allied Filmmakers)
La versione della Allied Filmmakers trova drastiche differenze che la distanziano da quella originale.
- Sono state aggiunte quattro canzoni (She Is More, Am I Feeling Love?, Bom Bom Bom Beem Bom e It's So Amazing); il film originariamente non ne aveva.
- Una partitura completamente nuova composta da Robert Folk sostituisce quella utilizzata nella copia di lavorazione.
- Diverse scene sono assenti: sono soprattutto quelle che presentano le imprese del ladro, in particolare la sua tentata condanna a morte per lo sventato furto di uno smeraldo (nonostante molte di queste scene siano mantenute nei titoli di coda), o quelle dove Zigzag cerca di dare Tacco in pasto a Fido.
- L'introduzione degli Occhi-Soli viene spostata all'inizio del film, dopo che è stato affermato che, se le palle d'oro fossero sparite, la città sarebbe caduta in disgrazia.
- Sono state rimosse anche le scene in cui presenzia la fanciulla di Mombasa, che Zigzag dà al Re Nod come "giocattolo" nell'originale.
- Tacco, praticamente muto in originale, fa da narratore e parla in diverse scene. Nella versione originale, invece, il narratore appare solo nella sequenza iniziale.
- Alcune trame secondarie sono state aggiunte. In una di queste, Yum-Yum è stanca di fare la principessa e desidera provare il proprio valore al padre. Un'altra sotto-trama riguarda la Balia detestare Tacco al primo incontro e biasimando Yum-Yum per il suo interesse per il ciabattino, mentre in seguito si affezionerà a lui.
- La scena del "soliloquio", in cui Zigzag formula il suo piano per fare di Yum-Yum la sua sposa, mentre stuzzica il suo avvoltoio Fido nel mentre, viene spostata ad un punto precedente nel film, subito dopo che Re Nod dice a Tacco di andare con la Principessa. Anche la scena è stata ridotta, quindi viene mostrata solo nella parte in cui Fido si brucia sul fuoco.
- Quando Zigzag dice a Re Nod che gli restituirà le tre palle soltanto se sposerà la principessa Yum-Yum, nella versione originale gli dice con rabbia che non la avrà mai e gli ordina di lasciare il palazzo, mentre nella versione di Allied Filmmakers lo prende in giro e dice che non la sposerà mai, dato che è un praticante delle arti nere e non un puro di cuore.
- Quando il Potente Occhio-Solo vede la distruzione della propria macchina da guerra, pronuncia con voce inorridita la frase "La mia macchina!", quando le sue schiave lo trovano e iniziano a cantare "Trono!" contro di lui, prima di prenderlo in braccio e gettarlo nella distruzione. Nell'originale invece, si mette a quattro zampe e tutti si siedono su di lui.
- Un'altra scena viene aggiunta durante il climax dove Zigzag spinge Tacco fuori dalla sua strada e rapisce Yum-Yum, poi perde l'equilibrio sul cavallo. Tacco poi lega Zigzag, e mentre Zigzag sta cercando di fuggire mentre è ancora legato, salta accidentalmente su un chiodo che lo porta a cadere nella fossa dove gli alligatori sono in agguato.
- La scena in cui Fido morde il suo padrone viene tagliata in modo significativo: quindi, non viene mostrato mentre chiude completamente la bocca.
- Quando il ladro fugge dalla macchina da guerra, si imbatte nelle guardie del re, circostanza che fa credere a Re Nod che il ladro abbia ritrovato le palle. Il ladro, con riluttanza, le dà allora a Tacco e viene salutato come un eroe al suo fianco. Nell'originale, invece, si è imbattuto in Tacco e ha semplicemente rinunciato a cercare di rubarle per l'ennesima volta.

#### Arabian Knight(1995, Miramax)
La versione Miramax contiene tutte le modifiche della versione della Allied Filmmakers.  Inoltre, furono aggiunti molti altri cambiamenti richiesti dall'allora CEO Harvey Weinstein.
- Il doppiaggio ha visto la sostituzione di diverse voci, ritenute appartenenti ad attori poco noti. Così Matthew Broderick ha sostituito Steve Lively nel doppiaggio di Tacco, Jennifer Beals Bobbi Page in quello della principessa Yum-Yum (sebbene la sua voce cantata sia stata mantenuta), mentre Toni Collette ha preso il posto di Mona Marshall come voce della balia e della strega.

- Oltre a questi, molti dei personaggi muti hanno adesso una voce: ad esempio, gli alligatori, Fido (ora doppiato da Eric Bogosian), ma anche il Ladro (qui doppiato da Jonathan Winters), il quale narra quasi tutte le sue scene sotto forma di monologo interiore, le cui battute includono riferimenti anacronistici alla cultura pop.
- Nel mix sonoro sono stati aggiunti diversi effetti sonori tipiche di un cartone animato.
- Qui la città d'oro è indicata con il nome di Baghdad.
- Il dialogo aggiuntivo viene inserito tramite un annunciatore quando è introdotto il personaggio di Zigzag. Alla fine di detta scena, si sentono persino dei guaiti da varie persone presenti tra la folla, quando Zigzag calpesta un chiodo.
- È stato aggiunto un urlo acuto nella scena in cui il Ladro guarda il proprio riflesso per poi scappare via.
- Si afferma che la strega sia la sorella gemella di Occhio-Solo, spiegando perché la scena inizia con un occhio quando viene presentata.
- La sequenza con la Strega è stata quasi completamente rimossa, sebbene le sue forme di bulbo oculare e di fantasma siano state lasciate.
- Tutte le scene sulle schiave di Occhio-solo sono state rimosse, nonostante lui si sieda ancora su di loro. (Quel pezzo è stato mantenuto poiché una scena importante e senza di essa si avrebbe perso il significato).
- La maggior parte della sequenza della battaglia finale, che era già stata notevolmente accorciata nella versione di Allen, è stata ulteriormente tagliata, molto probabilmente per una questione di tempo.
- A causa della rimozione delle scene delle schiave, la morte di Occhio-Solo viene interrotta, anche se può essere sentito gridare: "La mia macchina!" lasciando intuire che muoia a causa del suo crollo.
- Il numero musicale finale It's So Amazing è stato tagliato e spostato invece nei titoli di coda (che questa volta non contiene alcun sottofondo), mentre il numero viene sostituito da una scena del Ladro che cerca di rubare le palle d'oro, solo per farlo volare attraverso la finestra della torre (inclusa nei titoli di coda della versione Calvert).
- Alcuni brani musicali esistenti sono stati sostituiti o spostati in altri momenti della storia. Altri completamente nuovi, composti da Jack Maeby, sono stati aggiunti in alcune scene.

#### The Recobbled Cut(2006, 2008, 2013)
Il restauro della pellicola realizzata da Garrett Gilchrist segue molto da vicino la copia di lavorazione, utilizzando la maggior parte della sua traccia audio e della struttura di editing. Per presentare un film più completo, Gilchrist ha aggiunto delle musiche (alcune tratte dalle versioni pubblicate) ed effetti sonori; inoltre, vi ha incluso anche filmati finiti che non appaiono in uno stato finito nella stampa di lavoro, sia presi dalle versioni pubblicate o da altre fonti rare. La maggior parte delle modifiche alla storia apportate da Calvert e Miramax non sono presenti, ma include alcune scene della versione di Calvert, sia come effetto collaterale dell'utilizzo del filmato di Calvert come sostituzione di scene non finite nella stampa di lavoro o perché Gilchrist ha ritenuto che tali sequenze fossero utili allo sviluppo della storia. 
Nel 2022 Gilchrist ha annunciato una nuova versione del film, con ulteriore restauro e nuove animazioni realizzate da artisti professionisti, intitolato The Recobbled Cut Mk 4-2.

## Doppiatori originali
| Personaggi                         | Versione originale (The Thief and the Cobbler)                                                         | Versione di Fred Calvert (The Princess and the Cobbler) | Versione della Miramax (Arabian Knight) |
| ---------------------------------- | --- | --- | --- |
| Zigzag the Grand Vizier            | Vincent Price, Richard Williams (dialogo aggiuntivo, non accreditato)                                  | Vincent Price, Richard Williams (dialogo aggiuntivo, non accreditato) | Vincent Price, Richard Williams (dialogo aggiuntivo, non accreditato) |
| Tack the Cobbler                   | Sconosciuto (solo una frase)                                                                           | Steve Lively | Matthew Broderick (dialoghi), Steve Lively (canto, non accreditato) |
| Narratore                          | Felix Aylmer                                                                                           | Sconosciuto | Matthew Broderick |
| Princess Yum-Yum                   | Sara Crowe                                                                                             | Bobbi Page, Sara Crowe (una vocalizzazione) | Jennifer Beals (dialoghi), Bobbi Page (canto) |
| The Thief                          | Sconosciuto (non parla mai)                                                                            | Ed E. Carroll | Jonathan Winters |
| King Nod                           | Anthony Quayle                                                                                         | Clive Revill, Anthony Quayle (scena del discorso, non accreditata) | Clive Revill, Anthony Quayle (scena del discorso, non accreditata) |
| Princess Yum-Yum's Nurse           | Joan Sims                                                                                              | Mona Marshall, Joan Sims (alcune vocalizzazioni, non accreditate) | Toni Collette |
| Mad and Holy Old Witch             | Joan Sims                                                                                              | Mona Marshall, Joan Sims (alcune battute) | Toni Collette |
| Chief Roofless                     | Windsor Davies                                                                                         | Windsor Davies | Windsor Davies |
| Mighty One-Eye                     | Christopher Greener                                                                                    | Kevin Dorsey | Kevin Dorsey |
| Phido the Vulture                  | Donald Pleasence                                                                                       | Donald Pleasence | Eric Bogosian |
| Dying Soldier                      | Clinton Sundberg                                                                                       | Clinton Sundberg | Clinton Sundberg |
| Goblet                             | Kenneth Williams                                                                                       | Kenneth Williams | Kenneth Williams |
| Tickle                             | Kenneth Williams                                                                                       | Kenneth Williams | Kenneth Williams |
| Gofer                              | Stanley Baxter                                                                                         | Stanley Baxter | Stanley Baxter |
| Slap                               | Stanley Baxter                                                                                         | Stanley Baxter | Stanley Baxter |
| Dwarf                              | George Melly                                                                                           | | |
| Hoof                               | Eddie Byrne                                                                                            | Eddie Byrne | Eddie Byrne |
| Hook                               | Thick Wilson                                                                                           | Thick Wilson | Thick Wilson |
| Goolie                             | Frederick Shaw                                                                                         | Frederick Shaw | Frederick Shaw |
| Maiden from Mombassa               | Margaret French                                                                                        | | |
| Laughing Brigand                   | Richard Williams (non accreditato)                                                                     | Richard Williams (non accreditato) | Richard Williams (non accreditato) |
| Altri briganti                     | Joss Ackland, Peter Clayton, Derek Hinson, Declan Mulholland, Mike Nash, Dermot Walsh, Ramsay Williams | Joss Ackland (non accreditato), Peter Clayton, Geoff Golden, Derek Hinson, Declan Mulholland, Mike Nash, Tony Scannell, Dermot Walsh, Ramsay Williams, Rik Mayall (non accreditato) | Joss Ackland (non accreditato), Peter Clayton, Geoff Golden, Derek Hinson, Declan Mulholland, Mike Nash, Tony Scannell, Dermot Walsh, Ramsay Williams, Rik Mayall (non accreditato) |
| Cantanti per briganti              | | Randy Crenshaw, Kevin Dorsey, Roger Freeland, Nick Jameson, Bob Joyce, Jon Joyce, Kerry Katz, Ted King, Michael Lanning, Raymond McLeod, Rick Charles Nelson, Scott Rummell         | Randy Crenshaw, Kevin Dorsey, Roger Freeland, Nick Jameson, Bob Joyce, Jon Joyce, Kerry Katz, Ted King, Michael Lanning, Raymond McLeod, Rick Charles Nelson, Scott Rummell         |
| Cantanti pop di Am I Feeling Love? | | Arnold McCuller, Andrea Robinson | Arnold McCuller, Andrea Robinson |
| Voci aggiuntive                    | | | Ed E. Carroll, Steve Lively, Mona Marshall, Bobbi Page, Donald Pleasence |
| 1. 2. 3. 4. 5. 6.                  | | | |

Hilary Pritchard era stata inizialmente scelta per doppiare la principessa Yum-Yum ed è stata elencata in alcune bozze originali della sceneggiatura e in un opuscolo di Cannes 1989. Al momento della copia di lavorazione del 1992, è stata sostituita da Sara Crowe. Nonostante ciò, il nome di Pritchard è stato mantenuto anche nei titoli di coda della versione "Recobbled Cut".
Allo stesso modo, Miriam Margolyes era stata inizialmente annunciata per doppiare la fanciulla di Mombasa, ma nella copia di lavorazione il ruolo era stato affidato alla co-autrice Margaret French.
Secondo l'animatore Michael Sporn, Paul Matthews era un fattorino afroamericano con una voce profonda e oscura che Williams ha incontrato in un ascensore mentre si recava in una sala prove durante la produzione di Raggedy Ann & Andy: A Musical Adventure. Matthews non aveva mai recitato prima, quindi Williams lo aveva prontamente scelto per il ruolo di Occhio-Solo. Non molto tempo dopo, tuttavia, Williams, volendo andare in una direzione diversa, sostituì la voce di Matthews con quella de "l'uomo più alto d'Inghilterra", ovvero Christopher Greener (erroneamente accreditato come Christopher Greenham o Chris Greenham in diversi opuscoli che promuovevano il film) come Occhio-solo. Nonostante ciò, Matthews è ancora accreditato come Occhio-Solo nella versione "Recobbled Cut".
Diversi personaggi minori, tra cui gli Eunuchi, le Guardie che catturano il Ladro e lo condannano alla decapitazione delle mani, i giocatori di polo, l'esercito di Occhio-Solo e le schiave, tra gli altri, sono doppiati da attori sconosciuti. Gort, l'alto subordinato, le guardie che proteggono il rubino vicino alla montagna della strega, e il bambino che Re Nod corre per chiedere aiuto per aiutare sua figlia non hanno invece dialoghi.
Catherine Schell e Thick Wilson (che era anche la voce di Hook in questo film) sono stati proposti per doppiare la Principessa Mee-Mee, la sorella della Principessa Yum-Yum, e l'incantato principe orco Bubba, rispettivamente, in una prima bozza del film. Entrambi i personaggi furono abbandonati nel 1989 su richiesta della Warner Bros.
In un dialogo aggiuntivo di Re Nod della versione Miramax, Revill afferma che la strega è la "sorella gemella di Occhio-Solo, la portatrice del suo altro occhio". La sua battuta è diversa anche nella scena di addio a Yum-Yum.
Nella versione Miramax molti personaggi minori, come Calice, Ratto, Solletico, Schiaffo, il Soldato ferito e gli alligatori hanno dialoghi aggiuntivi interpretati da doppiatori sconosciuti. La stessa versione comprende anche personaggi esclusivi, tra cui l'annunciatore di ZigZag e la madre del ladro, anch'essi doppiati da attori non identificati. Inoltre, sembra che alcuni versi dei briganti e la risata del cammello sembrano essere stati rifatti, sempre da attori sconosciuti.

## Produzione

### Sviluppo e produzione iniziale comeNasrudin(1964-1972)
Nel 1964, Richard Williams, un animatore canadese che viveva nel Regno Unito, gestiva uno studio di animazione che si occupava di realizzare pubblicità animate e sequenze speciali per film live action. Nel 1965 Williams illustrò una serie di libri di Idries Shah che raccoglievano i racconti di Mulla Nasruddin, un filosofo ritenuto come il "saggio sciocco" del folclore del Vicino Oriente del XII secolo. Nel 1967 Williams iniziò a lavorare allo sviluppo di un film basato su quelle storie, con Shah e la sua famiglia a sostegno della produzione. Idries Shah chiese la metà dei profitti dal film, e la sorella di Idries Shah, Amina Shah, autrice e folclorista, traduttrice di alcune parti del libro di Nasrudin, dichiarò di possedere i diritti delle storie. La produzione iniziò presso la Richard Williams Productions a Soho Square, Londra. Un primo riferimento al progetto comparì nella International Film Guide del 1968, in cui si leggeva che Williams stava per iniziare a lavorare "al primo di diversi film basati sulle storie con Mulla Nasruddin".
Williams prese in carico diversi progetti televisivi e di lungometraggi per finanziare il suo film, così il lavoro procedette lentamente. Per il suo progetto personale, allora intitolato The Amazing Nasrudin, Williams aveva assunto come capo animatore Ken Harris, leggendario animatore della Warner Bros. Il designer Roy Naisbitt è stato assunto per disegnare gli sfondi per il film e l'illustrazione promozionale mostrava intricati disegni indiani e persiani. Nel 1969 il progetto fu ribattezzato "The Majestic Fool". Per la prima volta è stato menzionato un potenziale distributore del film indipendente, British Lion Film Corporation. L'International Film Guide evidenziò che lo staff del Williams Studio è aumentato a quaranta persone per la produzione del film. Williams attirò l'attenzione pubblica, quando il suo studio produsse un adattamento televisivo di A Christmas Carol per Chuck Jones, che vinse l'Oscar al miglior cortometraggio d'animazione.
Le tracce dialogo per il film, ora denominato solo Nasrudin, furono registrate in quel periodo. L'attore Vincent Price fu ingaggiato per doppiare il cattivo Anwar (in seguito rinominato "Zigzag"), originariamente assegnato a Kenneth Williams. Sir Anthony Quayle è stato scelto per doppiare il Re Nod. Price fu assunto per rendere il cattivo più divertente per Williams, in quanto era un grande fan del lavoro di Vincent Price e Zigzag era basato su due persone che Williams odiava.
Nel 1972, Williams e lo studio avevano animato circa tre ore di riprese per Nasrudin, secondo il compositore Howard Blake. Blake ha insistito con Williams che, sebbene pensasse che il filmato fosse eccellente, aveva bisogno di strutturare il film e il suo filmato in una trama in tre atti. La famiglia Shah aveva un contabile che non teneva traccia della contabilità dello studio, quindi Williams sentiva che il produttore Omar Shah si stava appropriando del finanziamento dello studio per i suoi scopi. Di conseguenza, Williams ebbe un litigio con la famiglia Shah. La Paramount ha ritirato un accordo che stavano negoziando. Williams fu costretto ad abbandonare Nasrudin, poiché la famiglia Shah prese i diritti delle illustrazioni di Williams. Tuttavia la famiglia Shah permise a Williams di mantenere i personaggi da lui disegnati per i libri e il film, tra cui un ladro che era il preferito di Williams.

### Produzione prolungata (1972-1978)
Williams commissionò una nuova sceneggiatura a Howard Blake, il quale scrisse un testo chiamato Tin Tack nel 1973 che aggiunse un goffo calzolaio di nome Tack (Tacco) e mantenne il personaggio del ladro di Williams da Nasrudin. Nonostante il fulcro e il tono della storia fossero stati spostati e semplificati, alcuni personaggi di Williams di Nasrudin, tra cui un re assonnato e un malvagio visir originariamente chiamato Anwar, rimasero nella sceneggiatura di Blake. Sono state mantenute anche molte scene che non includevano lo stesso Nasrudin. Per tutti gli anni '70, Williams riscrisse ulteriormente la sceneggiatura con Margaret French, sua moglie all'epoca.
Successivamente, Williams iniziò a promuovere il suo nuovo film come "un epico lungometraggio animato della Panavision di 100 minuti con un cast disegnato a mano da migliaia di persone". A questo punto i personaggi furono rinominati. Zigzag parla per lo più in rima per tutto il film, mentre gli altri personaggi, ad eccezione del ladro e di Tacco che sono muti, parlano normalmente. Williams ha dichiarato di non voler seguire "la strada della Disney" con il suo film. Ha proseguito affermando che il film sarebbe stato "il primo film d'animazione con una vera e propria trama che si chiude come un romanzo poliziesco" e che, con i suoi due personaggi principali muti, era essenzialmente "un film muto con molti suoni". Le commedie mute, come i film di Charlie Chaplin e Harry Langdon erano già stati d'ispirazione per Nasrudin e sono stati riportati nel nuovo film. Tacco è stato modellato su suddetti personaggi del cinema muto.
L'illustratore britannico Errol Le Cain ha creato dipinti e sfondi di ispirazione, impostando lo stile per il film. Durante i decenni in cui è stato girato il film, i personaggi sono stati ridisegnati più volte e le scene sono state rianimate. L'animazione di prova della Principessa Yum-Yum, come appare nelle versioni pubblicate, è stata tracciata dal film live-action Muqaddar Ka Sikandar - il suo design è stato leggermente modificato più tardi durante la produzione. Nelle prime bozze di Williams, il climax includeva una battaglia finale con Zigzag dopo il crollo della Macchina da guerra, dove evoca un drago orientale più grande della vitasolo per Tacco per rivelare che non è altro che un palloncino gonfiabile. Sebbene ci fossero alcuni progetti di produzione della scena con il drago orientale, non è mai stato realizzato, poiché si è scoperto che era troppo difficile da animare.
Nel 1974, una recessione costrinse lo studio a concentrarsi principalmente su vari spot televisivi, speciali televisivi e incarichi di titoli di lungometraggi, lasciando il film di Williams a lavorare come progetto secondario. Perché Williams non aveva i soldi per avere una squadra al completo che lavorasse al film, e dato che il film è un "epico gigante", la produzione si è trascinata per decenni. Ken Harris era ancora il capo animatore del film, come lo era stato dai tempi di Nasrudin, e Williams gli assegnò delle sequenze mentre supervisionava la produzione degli spot pubblicitari. Per risparmiare denaro, le scene sono state mantenute in fase di matita senza metterle a colori, come consigliato da Richard Purdum: "Lavora su carta! Non metterla a colori. Non spendere per effetti speciali. Non lavorare con la macchina da presa, ricalco o dipingi... fai solo i disegni approssimativi!" Williams stava progettando di finire in seguito queste sequenze quando sarebbero arrivati i finanziamenti.
Williams stava imparando l'arte dell'animazione da solo durante la produzione del suo film, prima di The Thief la sua animazione negli anni '60 presentava tipicamente disegni stilizzati sulla scia dei cortometraggi animati dell'UPA. Williams ha assunto animatori veterani dell'età d'oro dell'animazione, come Art Babbitt, Emery Hawkins e Grim Natwick per lavorare nel suo studio a Londra e aiutare a insegnare a lui e al suo staff: Williams ha imparato anche da Milt Kahl, Frank Thomas, Ollie Johnston e Ken Anderson alla Disney, a cui faceva visite annuali. In seguito Williams avrebbe trasmesso le proprie conoscenze alla nuova generazione di animatori. Williams ha anche permesso ad animatori come Natwick e Babbitt di lavorare sugli incarichi in studio, come il film del 1977 Raggedy Ann & Andy: A Musical Adventure. La vecchia strega pazza è stata concepita come una caricatura dell'animatore Grim Natwick, dal quale è stata animata. Dopo la morte di Natwick, Williams avrebbe animato lui stesso la strega.
Con il passare degli anni, il progetto è diventato più ambizioso. Williams ha detto che "l'idea è di realizzare il miglior film d'animazione che sia mai stato realizzato - non c'è davvero alcun motivo per cui no". Williams immaginava che il film presentasse un'animazione molto dettagliata e complessa, simili a quelli che pensava che nessun altro studio avrebbe tentato di ottenere. Inoltre, gran parte dell'animazione del film verrebbe fotografata "su uno", il che significa che l'animazione gira a 24 intercalari al secondo, al contrario dell'animazione più comune "su due" in dodici fotogrammi al secondo.

### Sostegno finanziario (1978-1988)
Nel 1978, un principe dell'Arabia Saudita, Mohammed bin Faysal Al Sa'ud, fu interessato a The Thief e accettò di finanziare una sequenza di dieci minuti, con un budget di $100.000. Williams ha scelto la complessa, penultima sequenza del ladro nella macchina da distruzione. Lo studio ha mancato due scadenze e la scena è stata completata alla fine del 1979 per $ 250.000. Faisal, nonostante la sua impressione positiva della scena finita, abbandonò la produzione a causa delle scadenze mancate e dei superamenti di budget.
Negli anni '80, Williams mise insieme un campione di 20 minuti di The Thief, che mostrò a Milt Kahl, amico e uno dei mentori dell'animazione di Williams, allo Skywalker Ranch nella contea di Marin. Il produttore di Star Wars Gary Kurtz ha persino lavorato con Williams per tentare di ottenere finanziamenti a metà anni '80. In seguito Kurtz lasciò The Thief. Nel 1986, Williams incontrò il produttore Jake Eberts, che iniziò a finanziare la produzione attraverso la sua società, Allied Filmmakers, e alla fine fornì 10 milioni di dollari del budget di 28 milioni di dollari del film. Allied Filmmakers e Majestic Films hanno iniziato a promuovere il film nel settore, sotto il titolo "Once..." .
A quel momento, Eberts ha incoraggiato Williams ad apportare modifiche alla sceneggiatura. Una sottotrama che coinvolge i personaggi della Principessa Mee-Mee, la sorella gemella di Yum-Yum doppiata da Catherine Schell, e il principe Bubba, che era stato trasformato in un orco, ed era doppiato da Tick Wilson. Entrambi i personaggi furono eliminati e alcune delle animazioni della strega di Grim Natwick dovettero essere scartate. Inoltre è stata eliminata la sequenza di Ken Harris di un brigante che sogna una tentatrice biblica.
Steven Spielberg ha visto il filmato di The Thief ed è rimasto così colpito da chiedere a Williams, insieme al regista Robert Zemeckis, di dirigere l'animazione di Chi ha incastrato Roger Rabbit. Williams acconsentì per ottenere il finanziamento di The Thief and the Cobbler e farlo finalmente finire. Roger Rabbit è stato distribuito dalla Disney (sotto la loro insegna Touchstone Pictures) nel 1988 ed è diventato un blockbuster. Williams ha vinto due Oscar per la sua animazione e i contributi agli effetti visivi. Sebbene Roger Rabbit ha superato il budget prima che iniziasse la produzione di animazione, il successo del film ha dimostrato che Williams poteva lavorare all'interno di una struttura di studio e produrre animazioni di alta qualità in tempo e nei limiti del budget. Disney e Spielberg dissero a Williams che in cambio di Roger Rabbit, avrebbero aiutato a distribuire il suo film. Questo piano non si è avverato. La Disney ha iniziato a concentrare maggiormente la propria attenzione sul proprio lungometraggio di animazione, mentre Spielberg ha invece aperto uno studio di animazione rivale a Londra.
Grazie al suo successo, Williams e Warner Bros. negoziarono un accordo di distribuzione per The Thief and the Cobbler che includeva un budget di marketing di $25 milioni. Imogen Sutton, l'attuale moglie di Williams, gli ha suggerito di finanziare il film da produttori europei, citando il suo apprezzamento per i film stranieri. Richard ha insistito per produrre il film con una major studios. Williams e Warner Bros. firmarono un accordo di ritiro negativo alla fine del 1988, e Williams ottenne anche un aiuto finanziario da investitori giapponesi. Lo stesso Williams in seguito dichiarò: "Con il senno di poi avremmo dovuto andare in Europa, prenderci altri cinque anni, farcela da soli e poi andare da un distributore e trovare persone che lo trovassero come una novità".

### Produzione sotto Warner Bros. (1989-1992)
Con il nuovo finanziamento, il film finalmente entrò in piena produzione nel 1989. Williams perlustrò le scuole d'arte d'Europa e Canada per trovare artisti di talento. In questo periodo la quasi totalità degli animatori originali erano passati ad altri progetti, quindi quando la produzione iniziò era per lo più composta da una nuova squadra di animatori. Vincent Price, che originariamente aveva registrato le sue battute tra il 1967 e 1973, venne richiamato da Williams per registrare ulteriori dialoghi per la produzione del 1990, ma l'età e la malattia di Price comportarono che alcune frasi non furono doppiate.
Williams aveva sperimentato l'animazione in tre dimensioni durante la scena iniziale del film Roger Rabbit. Con The Thief and the Cobbler progettò diverse scene che avrebbe usato tale tecnica.
La Warner Bros. ottenne un accordo per cui se il film non fosse stato completato entro la scadenza, avrebbe potuto rivolgersi a terzi per completarlo. Williams a causa della sua zelanteria era sotto pressione, in quanto stava cercando di guadagnare tempo per garantire che le sequenze sarebbero state perfette. Gli animatori lavoravano indefessamente per portare a termine il film, a volte lavorando sessanta ore alla settimana se era necessario. Williams cercava di ottenere il meglio dalle persone che lavoravano per lui, ma la disciplina che subivano era molto dura e molti animatori furono licenziatati o abbandonarono il film. Williams era altrettanto duro con se stesso; "Era la prima persona che arrivava al mattino e l'ultima ad uscire di notte", ricorda l'animatore Roger Vizard. I finanziatori fecero pressioni su Williams per ottenere i design definitivi dei personaggi principali da utilizzare per il marketing. Il design definitivo dei personaggi furono realizzati proprio in quel momento.
Il film non era stato completato entro la data del 1991 che la Warner aveva originariamente stabilito la scadenza. Il film necessitava 10 -15 minuti di scene complete, che Williams stimava di completare in "sei mesi", o più a lungo. La Warner decise di far rispettare gli accordi e chiamò un altro studio per spronare la realizzazione del film nel più breve tempo possibile. Il rappresentante della Warner Jean MacCurdy non sapeva nulla di animazione, come confessò ad un artista che aveva lavorato per Williams, mentre visionava filmati di The Thief. Molte scene non completate furono cancellate, e un animatore che lavorava in Warner Bros. riuscì a salvare dal cestino di MacCurdy quasi 40 minuti di pellicola in 35mm. Nel frattempo la Walt Disney Feature Animation aveva cominciato a lavorare su un nuovo film chiamato Aladdin, che aveva molte somiglianze sulla storia, stile e carattere con The Thief and the Cobbler. Per esempio, il carattere di Zigzag e molte delle sue azioni lo accomunano con il cattivo di Aladdin, Jafar.
La Completion Bond Company chiese al produttore Fred Calvert di analizzare lo stato della produzione. La sua conclusione fu che Williams era "tristemente in ritardo e molto oltre il budget". Il regista aveva davvero una sceneggiatura, ma Williams non la stava rispettando. La Completion Bond Componay e Calvert, visitarono lo studio più spesso verso la fine. Williams mandava quotidianamente rulli di sequenze che erano finite o erano state cestinate dagli anni '80, sperando di convincere la Warner Bros. che la produzione stava procedendo a ritmo serrato. A Williams fu chiesto di mostrare agli investitori una copia del film con lo storyboard al fine di stabilire una narrazione definitiva del film. Williams aveva evitato fino ad allora di creare una storyboard, ma nel giro di due settimane fece ciò che gli investitori avevano chiesto. Williams fece una copia di lavorazione che unì scene finite, test a matita, storyboard, ed i movimenti della suite sinfonica, Shahrazãd, per coprire i 10-15 minuti mancanti. Gli animatori scoprirono che avevano completato materiale più che sufficiente per un film da 85 minuti, ma che dovevano essere ancora finite alcune sequenze che riguardavano la storia centrale.
Il 13 maggio 1992, questa versione grezza del film fu proiettato per la Warner Bros., ma andò male. Durante la proiezione, la penultima bobina del film era mancante, cosa che non aiutò a risollevare la situazione. La Warner perse la fiducia e abbandonarono il progetto. Affidando alla Completion Bond Company, che prese il controllo sulla realizzazione del film, spodestando Williams dal progetto. Jake Eberts, che a questo punto era produttore esecutivo, abbandonò il progetto. Inoltre, secondo lo stesso Richard Williams, la produzione aveva perso una fonte di finanziamento quando gli investitori giapponesi si erano tirati fuori a causa della recessione in seguito alla bolla speculativa giapponese.

### Produzione sotto Fred Calvert (1992-1993)
Sue Shakespeare della Creative Capers Entertainment si era precedentemente offerta di risolvere i problemi della storia con Richard Williams, suggerì di portare Terry Gilliam per un consulto e propose di consentire a Williams di finire il film sotto la sua supervisione. Secondo quanto riferito, la Williams acconsentì alla proposta di Shakespeare, ma alla fine la sua offerta fu rifiutata dalla Completion Bond Company in favore di una più economica. Calvert fu incaricato dalla Completion Bond Company di finire il film nel modo più economico e veloce possibile. "Non volevo davvero farlo", confermò Calvert, "ma se non l'avessi fatto, sarebbe stato dato al miglior offerente. L'ho preso come un modo per cercare di preservare qualcosa e almeno porta la cosa sullo schermo e lascia che sia vista."
Calvert impiegò 18 mesi per completare il film. È stato trasformato in un musical di tipo Disney. Le nuove scene furono prodotte di basso budget l'animazione prodotta da animatori freelance a Los Angeles ed ex animatori Williams che lavoravano con Neil Boyle alla Premier Films di Londra. Sullivan Bluth Studios, lo studio con sede a Dublino guidato dall'ex animatore Disney Don Bluth, ha animato la prima sequenza di canzoni, "She Is More", e Kroyer Films la seconda, "Am I Feeling Love?". L'inchiostro e la pittura furono subappaltati a Wang Film Productions a Taiwan e la sua divisione Thai Wang Film Productions in Tailandia, oltre a Pacific Rim Animation in Cina e Varga Studio in Ungheria.
Circa 18 minuti di animazione completata sono stati tagliati da Calvert, a causa della natura ripetitiva delle scene. Calvert confermò: "Odiavamo vedere tutta questa bellissima animazione arrivare in sala montaggio, ma era l'unico modo in cui potevamo trarne una storia. Lui [Williams] era una specie di Rube Goldberg che si faceva strada. Non credo sia stato in grado di fare un passo indietro e guardare l'intera cosa come una storia. È un animatore incredibile, però. Incredibile. Uno dei problemi più grandi che abbiamo avuto è stato fare del nostro meglio disperatamente, dove avevamo filmati nuovi di zecca, per raggiungere il livello di qualità che si era prefissato".

## Colonna sonora
La colonna sonora della copia di lavorazione è stata composta da David Burman, Peter Shade e David Chullen.
La colonna sonora della versione di Calvert e quella della Miramax è stata composta da Robert Folk e scritta da Norman Gimbel, nella quale sono state aggiunte 4 tracce ed è stata pubblicata nel 1995 da Milan Records.
Di seguito le 4 tracce aggiunte nella colonna sonora della versione di Calvert e in quella della Miramax.
1. Bobbi Page e Steve Lively – It's So Amazing
2. Bobbi Page e Steve Lively – Am I Feeling Love
3. Bobbi Page – She Is More
4. The Brigands – Bom Bom Bom Beem Bom (We’re What Happens When You Don't Finish School)

## Distribuzione
Dopo che il film venne tolto a Richard Williams, venne riadattato in un musical, ma la versione edita dalla Miramax venne identificata come una "scopiazzatura" di Aladdin.
Dopo il completamento della pellicola, Allied Filmmakers, in collaborazione con Majestic Films, recuperarono i diritti di distribuzione dalla Completion Bond Company. La versione Calvert uscì nelle sale australiane e sudafricane il 23 settembre 1993 col titolo di The Princess and the Cobbler.
Nel dicembre 1994, la Miramax Films, sussidiara della The Walt Disney Company, acquistò i diritti di distribuzione. Prima che la Miramax accettasse di distribuirlo, il film era stato rifiutato da numerosi studi cinematografici. Calvert ha confermato "Era un film molto difficile finanziare, aveva una tale reputazione, che non credo lo stessero guardando in modo obiettivo". Inizialmente intenzionato a non variare la versione di Princess and the Cobbler, Harvey Weinstein (l'allora presidente della Miramax) decise di applicare numerose tagli al film e uscì la versione dal titolo Arabian Knight. Questa versione venne riadattata da Eric Gilliland, Michael Hitchcock e Gary Glasberg, e numerosi membri del cast vennero sostituiti.
Jake Eberts ha scoperto che "è stato notevolmente migliorato dopo che la Miramax è intervenuta e ha acquistato i diritti di distribuzione". I suoi commenti registrati, sostengono che queste versioni alterate erano superiori alla versione originale di Williams. Alcuni dicono che Eberts aveva perso la fiducia in Williams quando la Completion Bond Company ha preso il film. Arabian Knight venne distribuito da Miramax il 25 agosto in 510 sale e incassò 319 723 dollari statunitensi (con un budget stimato di 24 milioni di dollari) durante la sua distribuzione.

### Doppiaggio amatoriale italiano
Il fandub italiano del montaggio The Recobbled Cut - Mark 4 di Garrett Gilchrist è stato distribuito via YouTube sul canale dello YouTuber 151eg, pseudonimo di Enrico Gamba, il 5 settembre 2020 con il titolo Il ladro e il ciabattino.
Il trailer del fandub del film venne diffuso il 31 agosto 2020 all'interno del video La storia del film che la Disney ha rubato e successivamente caricato il 1º settembre 2020 sullo stesso canale YouTube.
L'adattamento in lingua italiana è stato curato da 151eg e il doppiaggio è stato realizzato con mezzi propri da numerosi doppiatori e YouTuber durante il periodo del lockdown per il COVID-19.

### Home video
La versione del film di Allied Filmmakers è stata distribuita su VHS in Australia e in Regno Unito dalla Columbia Tristar Home video nel 1994.
La versione Miramax del film sarebbe stata distribuita da Miramax Home Entertainment su VHS nel dicembre 1995, cinque mesi dopo la sua uscita nelle sale. Ma alla fine è uscito il 18 febbraio 1997, ribattezzato The Thief and the Cobbler. Fu anche ripubblicato un LaserDisc widescreen. La prima volta che la versione Miramax del film è apparsa in DVD è stata in Canada nel 2001 come promozione in omaggio in confezioni di cereali Kellogg's. Questo DVD Pan and Scan fu distribuito da Alliance Atlantis, che all'epoca distribuiva molti dei film Miramax in Canada. Veniva in una custodia di carta e non aveva contenuti speciali, a parte la scelta di lingua inglese e francese. La versione Miramax uscì per la prima volta in commercio su DVD, solo in Giappone, nel 2002. Pubblicata dalla Daiichi Kosho Company, questa versione utilizzava una copia widescreen della versione Arabian Knight di Miramax e conteneva tracce in lingua inglese e giapponese.
La versione di Allied Filmmakers è stata pubblicata su DVD pan and scan in Australia nel 2003 dalla Magna Pacific, secondo alcuni siti; tuttavia, è malamente ritagliato e non ci sono funzionalità aggiuntive sul DVD.
Un DVD distribuito in Nord America della versione Miramax è pubblicato dalla Miramax Family l'8 marzo 2005, in formato pan-and-scan. Questo DVD è stato ripubblicato da The Weinstein Company Home Entertainment il 21 novembre 2006. Sebbene le informazioni fornite ai rivenditori online dicessero che sarebbe stata una nuova edizione speciale, in realtà era solo una ristampa del precedente DVD di Miramax con confezione rivista. Il DVD del 2006 è stato giudicato insoddisfacente dalla maggior parte dei revisori, gli unici contenuti extra sono i trailer di altri film della Weinstein Company. The Digital Bits lo ha elencato come il peggior DVD in edizione standard del 2006. Il DVD Miramax venne nuovamente pubblicato il 3 maggio 2011 da Echo Bridge Home Entertainment, un distributore di DVD indipendente che ha stipulato un accordo per pubblicare in DVD 251 film Miramax fino alla scadenza dell'accordo nel 2014.
Il 13 febbraio 2012 la Lionsgate pubblicò per la prima volta in Regno Unito la versione Miramax. Il film non era mai stato distribuito in alcuna forma lì, ironicamente dove si svolgeva la maggior parte della produzione.

## Accoglienza
La versione Miramax del film è stata un fallimento commerciale e ha ricevuto recensioni contrastanti. Il sito web Rotten Tomatoes assegna al film un punteggio del 56% sulla base di 8 recensioni. Caryn James del New York Times ha criticato le canzoni dalla principessa, definendo i testi "orribili" e le melodie "dimenticabili", anche se ha elogiato l'animazione di Williams come "tra le più gloriose e vivaci mai create". Lo storico dell'animazione Jerry Beck ha ritenuto che le voci fuori campo di Jonathan Winters e Matthew Broderick fossero inutili e fastidiose, e che il nuovo filmato di Fred Calvert non soddisfacesse gli standard delle scene originali di Williams.
Si dice che la versione Miramax assomigli troppo al film d'animazione Aladdin. Tuttavia, nel 2003, la Online Film Critics Society ha classificato il film come l'81° più grande film d'animazione di tutti i tempi. Inoltre, il film ha vinto nel 1995 l'Academy of Family Films Award.
Alex Williams, figlio del regista che lavorò al film prima che fosse rimontato, ha criticato le modifiche apportate da Calvert e Miramax, ha definito il film finito "più o meno inguardabile" e ha trovato "difficile trovare lo spirito del film come era stato originariamente concepito". Per anni, Richard Williams era devastato dalla produzione del film e da allora non ne ha mai discusso pubblicamente, fino al 2010, che ha discusso del film in un'intervista sul suo cortometraggio animato muto, Circus Drawings, un progetto che fu accantonato negli anni '60 prima di iniziare a lavorare al film. Tre anni dopo, in seguito ha partecipato un'intervista durante le proiezioni della copia di lavorazione del 1992 al Samuel Goldwyn Theatre il 10 dicembre 2013 e al BFI di Londra il 1º giugno 2014. Williams ha anche detto di non aver mai visto il Le versioni Calvert e Miramax del film, dicendo "Non sono interessato, ma mio figlio, che è anche un animatore, mi ha detto che se mai volessi saltare da un ponte, dovrei dare un'occhiata".

### Tentativi di restauro
La copia di lavorazione di Richard Williams è stata contrabbandata, dopo che le versioni di Calvert sono uscite, e per anni le copie sono state condivise tra fan e professionisti dell'animazione. Il problema nella creazione di un restauro di alta qualità è che dopo che la Completion Bond Company aveva terminato il film, molte scene di Williams che furono rimosse sono andate perdute, molte di queste erano cadute in mani private. Prima di perdere i diritti del film, Williams aveva originariamente tenuto tutte le opere d'arte al sicuro in un seminterrato ignifugo. Inoltre, ci sono problemi legali con Miramax.
Al Festival di Annecy del 2000, Williams ha mostrato a Roy E. Disney, capo della Walt Disney Feature Animation, la sua opera di The Thief, che piacque a Roy. Con il supporto di Williams, Roy Disney iniziò un progetto per restaurare The Thief and the Cobbler. Ha cercato prove a matita originali e filmati completati. Tuttavia, a causa della scarsa accoglienza della maggior parte dei film d'animazione tradizionale usciti nei primi anni 2000 e del difficile rapporto con l'allora CEO della Disney Michael Eisner, Roy ha lasciato la Walt Disney Company nel novembre 2003 e il progetto venne cancellato.
Nel 2006, un regista, artista e fan di Williams di nome Garrett Gilchrist ha creato un fan restauro senza scopo di lucro della versione di Williams, chiamato "The Thief and the Cobbler: The Recobbled Cut". È stato realizzato con la massima qualità possibile combinando le fonti disponibili in quel momento, come un filmati fortemente compresso della stampa di Williams e filmati di migliore qualità dal DVD giapponese di Arabian Knight. Questa modifica è stata molto supportata da numerose persone che avevano lavorato al film (con l'eccezione dello stesso Richard Williams), tra cui Roy Naisbitt, Alexander Williams, Andreas Wessel-Therhorn, Tony White, Holger Leihe, Simon Maddocks, Neil Boyle e Steve Evangelatos, molti dei quali hanno prestato materiale raro per il progetto. Sono state apportate alcune piccole modifiche per "renderlo più simile a un film finito", come l'aggiunta di più musica e la sostituzione degli storyboard con alcune delle animazioni di Fred Calvert. Alcune scene, come il finale del matrimonio, dovevano essere ridisegnate fotogramma per fotogramma da Gilchrist a causa di difetti nel filmato.
Gilchrist ha descritto questo come il più complesso restauro indipendente di un film mai intrapreso. Questa modifica ha ottenuto recensioni positive su Internet. Twitch Film l'ha definita "la migliore e più importante 'modifica dei fan' mai realizzata".
The Recobbled Cut è stato pubblicato tre volte nel 2006, 2008 e 2013. Ciascuna versione incorporava ulteriori materiali di qualità superiore donati dagli animatori del film, comprese due rare stampe di lavoro della produzione di Fred Calvert che contenevano filmati non disponibili nelle versioni pubblicate. La versione "Mark 3" uscita nel 2008 comprendeva 21 minuti da una bobina di 49 minuti di rara pellicola da 35 mm. L'ultima versione di Gilchrist, "Mark 4", è uscita nel settembre 2013 e modificata in HD. Il "Mark 4" presenta circa 30 minuti del film in qualità Full HD, ripristinato da filmati 35 mm grezzi che Gilchrist ha montato fotogramma per fotogramma. Gli artisti sono stati anche incaricati di contribuire con nuove opere d'arte e materiale.
Il 3 febbraio 2023, Gilchrist ha pubblicato un video di invito aperto per gli artisti professionisti a partecipare un nuovo restauro, con "inquadrature nuove e rifatte, correzioni e ripristini ulteriori del film", per il 10º anniversario del Recobbled Cut "Mark 4". Questa nuovo restauro è intitolato "Mark 5". 
L'account YouTube di Gilchrist, "TheThiefArchive", ora funge da archivio video non ufficiale di film, titoli, pubblicità e interviste di Richard Williams, inclusi filmati della produzione di Nasrudin . Williams ha detto che, sebbene non abbia mai visto il Recobbled Cut di Gilchrist, ha riconosciuto il ruolo che le modifiche dei fan hanno svolto nel riabilitare la reputazione del film.

### Conservazione dell'AMPAS
Williams ha dichiarato che il suo capolavoro incompiuto, del 13 maggio 1992, è ora archiviato e duplicato digitalmente dall'Academy of Motion Picture Arts and Sciences . "L'Accademia ce l'ha, è in una 'scatola d'oro' ora ed è al sicuro", ha detto Williams. La versione incompiuta, insieme a una selezione dell'animazione di Art Babbitt dal film, è stata collocata in una collezione d'archivio chiamata "The Art Babbitt Collection". Una collezione di opere d'arte di The Thief è anche conservata nella "Animation Research Library" della Disney nell'edificio Feature Animation.
La versione incompiuta è stata proiettata al Samuel Goldwyn Theatre dell'AMPAS il 10 dicembre 2013, alla presenza di Williams. Presenti alla proiezione anche altri importanti registi, animatori, compoitici e registi come Eric Goldberg, Chris Wedge, June Foray, Alan Menken, David Silverman Phil Roman, Art Leonardi, Tom Sito, Mark Kausler, John Musker, Ron Clements, Theodore Thomas, Charles Solomon, Bob Kurtz, Martha Sigall, Kevin Kurytnik, Carol Beecher, Jerry Beck, Yvette Kaplan, Carl Bell, Andreas Wessel-Therhorn, Kevin Schreck e Garrett Gilchrist. Dopo la proiezione, Williams ha discusso le origini del film e la sua storia di produzione. Il 1º giugno 2014, "A Moment in Time" è stato proiettato a Londra sotto il British Film Institute, con la presenza di molti membri della troupe originale.
Il 25 novembre 2018, durante un'altra proiezione a Londra, Williams suggerì la possibilità di un'uscita in Blu-ray con il BFI. Williams ha detto che i diritti europei del film erano ancora disponibili per pubblicarlo, ma i diritti nordamericani che riteneva fossero attualmente troppo complicati per pubblicare anche il Blu-ray lì. Williams è morto poco dopo, il 16 agosto 2019, all'età di 86 anni, senza aver mai visto una versione completa di The Thief and the Cobbler come aveva inizialmente voluto.

## Documentari

### Richard Williams and the Thief Who Never Gave Up
Richard Williams and the Thief Who Never Gave Up è un documentario del 1982 di 50 minuti prodotto da Mike Dormer e da Thames Television (emittente televisiva londinese, oggi non più esistente, affiliata al network televisivo ITV). Il documentario racconta del periodo di Richard Williams dall'arrivo a Londra a poco prima del film Chi ha incastrato Roger Rabbit, lasciando dello spazio anche a The Thief and the Cobbler.

### Persistence of Vision
Persistence of Vision è un documentario del 2012 di 83 minuti, diretto e prodotto da Kevin Schreck, su Richard Williams e sulla produzione de The Thief and the Cobbler, che viene definito come "il più grande film d'animazione mai realizzato".
Williams non ha partecipato al documentario, ma è presente attraverso filmati e interviste d'archivio. Di conseguenza è un documentario dal punto di vista di animatori e artisti che avevano lavorato con Richard Williams e il suo studio durante la lunga produzione del film.
Garrett Gilchrist e Helge Bernhardt della Recobbled Cut e Richard Williams Archive hanno fornito materiali rari a Schreck per la sua produzione, che è stata finanziata tramite Kickstarter.
Trama
L'animatore e regista canadese Richard Williams fatica a finire il suo capolavoro, un progetto di vanità a lungo termine chiamato The Thief and the Cobbler. Originariamente iniziato nel 1964 come adattamento di racconti popolari mediorientali, il progetto continua a crescere in portata e complessità nel corso di diversi decenni mentre Williams e il suo studio cercano finanziamenti adeguati. Nel 1988, Williams viene assunto come regista dell'animazione nel film di successo Chi ha incastrato Roger Rabbit, e il suo lungo lavoro ottiene finalmente il via libera dalla Warner Bros.
Sfortunatamente, la meticolosa attenzione ai dettagli da parte di Williams, così come l'imminente uscita di Aladdin della Disney a tema simile, si rivelano troppo per lo studio e il 15 maggio 1992, dopo tre decenni di lavoro, Williams e il suo team vengono licenziati dal progetto. Il film viene quindi tagliato e distribuito frettolosamente in varie edizioni che hanno poca somiglianza con la visione originale di Williams. Lo stesso Williams si ritira dall'animazione e si rifiuta di parlare del film per diversi anni a seguire. Alla fine pubblica un libro di istruzioni bestseller, The Animator's Survival Kit, e diventa un leggendario mentore e istruttore per un'intera nuova generazione di animatori.
Distribuzione
Presentato per la prima volta nel 2012 al Vancouver International Film Festival, ha ricevuto molti premi ai festival e ha ricevuto un'accoglienza molto positiva dalla critica. Williams ha ricevuto una copia del documentario prima di morire, ma ha detto che "non ha intenzione di guardarlo".
Accoglienza e riconoscimenti
Drew Taylor di IndieWire ha definito il film "un resoconto straziante" e un "risultato erculeo". The Globe and Mail ha valutato il film 3,5 stelle su 4 e ha definito il film "avvincente". Jeff Shannon del Seattle Times ha valutato il film 3,5 stelle su 4 e lo ha descritto come "avvincente" e "sorprendentemente ricco di suspense".
Il documentario nel 2013 ha vinto 2 premi al Buffalo International Film Festival nelle categorie: Il meglio del festival e Miglior documentario.